# Elaphoglossum angustatum
Elaphoglossum angustatum är en träjonväxtart som först beskrevs av Heinrich Adolph Schrader, och fick sitt nu gällande namn av Georg Hans Emmo Wolfgang Hieronymus. Elaphoglossum angustatum ingår i släktet Elaphoglossum och familjen Dryopteridaceae. Inga underarter finns listade.